# Escuela Superior de Física y Matemáticas

La Escuela Superior de Física y Matemáticas (ESFM) es una institución pública mexicana de nivel superior perteneciente al Instituto Politécnico Nacional creada el 2 de marzo de 1961. La ESFM se encuentra en la Unidad Profesional "Adolfo López Mateos". Dentro de la misma unidad está la "Escuela Superior de Ingeniería Mecánica y Eléctrica" (ESIME), la "Escuela Superior de Ingeniería Química e Industrias Extractivas" (ESIQIE) y la "Escuela Superior de Ingeniería Textil" (ESIT). La ESFM está conformada por el edificio 9, donde se encuentran las principales aulas, cubículos, gestión escolar, becas, auditorio, entre muchas otras oficinas principales; por el edificio Z, que cuenta con laboratorios ligeros de Física y computación al igual que otras aulas de estudio, así como también por los edificios de Física avanzada y Física de los materiales.

## Historia
En 1960, el ingeniero Eugenio Méndez Docurro, entonces director general del Instituto Politécnico Nacional, integró una comisión de 20 científicos e ingenieros politécnicos para formular el proyecto de la Escuela de Graduados, teniendo como su asesor principal al Dr. Manuel Cerrillo Valdivia. El maestro Francisco Zubieta Russi redactó un documento apoyando la iniciativa. El resultado de estos trabajos condujo a la creación en octubre de este año, del Centro de Investigación y de Estudios Avanzados del Instituto Politécnico Nacional (CINVESTAV-IPN), que empezó a funcionar en 1961 en la unidad profesional de Zacatenco, siendo el Dr. Arturo Rosenblueth su primer director.
En enero de este mismo año, el Ing. Méndez Docurro invita a cinco de los integrantes de la comisión citada a fin de que le presenten el proyecto de lo que sería la Escuela Superior de Física y Matemáticas (ESFM). Ellos fueron: Dr. Víctor Flores Maldonado, Dr. Arnulfo Morales Amado, Dr. Leopoldo García-Colín Scherer, Ing. Alvar Noé Barra Zenil e Ing. David Alfaro Lozano. El proyecto se terminó a fines de febrero, proyecto que incluía el primer Plan de Estudios de esta nueva escuela. El día 2 de marzo de 1961, en el pleno del Consejo Técnico Consultivo General (hoy Consejo General Consultivo) del IPN se discutió la propuesta de creación de la ESFM y el plan de estudios de la carrera de Licenciado en Ciencias Físicomatemáticas. El director general del IPN hizo una amplia exposición sobre los proyectos respectivos, ambos aprobados en esa sesión del Consejo, que agotó el orden del día hasta las primeras horas del día 3 de marzo.
Los objetivos fijados a la Escuela fueron los de formar especialistas para la docencia en Física y Matemáticas, para la investigación científica y tecnológica, y para contribuir al desarrollo de la industria nacional.

## Oferta académica
La escuela ofrece tres opciones de nivel pregrado:
- Licenciatura en Física y Matemáticas

- Opción en Matemáticas Educativas
- Opción en Matemáticas
- Opción en Física
- Opción en Ingeniería nuclear

- Ingeniería matemática

- Línea Industrial
- Línea Financiera

- Licenciatura en Matemática Algorítmica

De igual manera, ofrece estudios a nivel posgrado y doctorado:
- Maestría en Ciencias Fisicomatemáticas
- Doctorado en Ciencias Fisicomatemáticas
- Doctorado en Física de los Materiales
- Doctorado en Energía